# Temporada de huracanes del Pacífico de 2015
La temporada de huracanes del Pacífico de 2015 fue la segunda temporada más activa registrada en el Pacífico, con 26 tormentas nombradas, solo detrás de la temporada de 1992. Un récord de 16 de esas tormentas se convirtieron en huracanes, y un récord de once tormentas se intensificaron aún más hasta convertirse en huracanes importantes a lo largo de la temporada. El Pacífico central, la porción del Océano Pacífico nororiental entre la línea internacional de cambio de fecha y el meridiano 140 oeste, tuvo su año más activo registrado, con dieciséis ciclones tropicales formándose o entrando en la cuenca. Además, la temporada fue la tercera más activa en términos de Energía Ciclónica Acumulada (ACE), acumulando un total de 290 unidades. La temporada inició oficialmente el 15 de mayo en el Pacífico Oriental y el 1 de junio en el Pacífico Central; ambos terminaron el 30 de noviembre de 2015. Estas fechas delimitan convencionalmente el período de cada año en el que se forman la mayoría de los ciclones tropicales en la cuenca del Pacífico nororiental. Sin embargo, la formación de ciclones tropicales es posible en cualquier época del año. Esto quedó demostrado cuando se formó una depresión tropical el 31 de diciembre de 2015. La actividad superior al promedio durante la temporada se atribuyó en parte al muy fuerte episodio de El Niño de 2014-16.
La temporada incluyó varias tormentas poderosas y de larga duración, aunque los impactos en la tierra fueron a menudo mínimos. En junio, el huracán Blanca, un huracán de categoría 4 a principios de temporada, mató a cuatro personas debido al mar embravecido. El huracán Carlos causó daños menores a su paso a poca distancia de la costa de México. En julio, los restos del huracán Dolores trajeron precipitaciones récord al sur de California, matando a una persona y causando pérdidas por valor de más de 50 millones de dólares. El 29 de agosto, tres huracanes de categoría 4 (Kilo, Ignacio y Jimena) estuvieron activos simultáneamente en el Pacífico al este de la línea internacional de cambio de fecha por primera vez en la historia. En septiembre, la humedad del huracán Linda contribuyó a las tormentas que mataron a 21 personas en Utah. Más tarde ese mes, el huracán Marty causó daños por valor de 30 millones de dólares a la costa suroeste de México. En octubre, el huracán Patricia se convirtió en el huracán más intenso jamás registrado en el hemisferio occidental, con una presión central de 872 mbar (hPa; 25,75 inHg) y vientos sostenidos de 1 minuto de 215 mph (345 km/h). Después de convertirse también en el huracán más fuerte que tocó tierra en el Pacífico registrado en ese momento, Patricia se cobró trece vidas y fue responsable de daños por valor de 463 millones de dólares. La actividad de la temporada continuó hasta noviembre, cuando el huracán Sandra se convirtió en el huracán del Pacífico más fuerte jamás registrado en ese mes. Los daños en toda la cuenca alcanzaron los 566 millones de dólares, mientras que las distintas tormentas mataron a 45 personas.

## Pronósticos
La Administración Nacional Oceánica y Atmosférica (NOAA) publicó sus pronósticos para las temporadas de huracanes en el Atlántico y en el Pacífico del año 2015. Se esperaba que la temporada del Pacífico estuviera obstaculizada por el ciclo de décadas de duración que comenzó en 1981, que generalmente aumentó la cizalladura del viento a través de la cuenca. 
El área de responsabilidad del Centro de Huracanes del Pacífico Central también se espera que sea inferior a la media, con solo dos o tres ciclones tropicales que se espera formar o cruzar en la zona. El 15 de mayo, la temporada de huracanes comenzó en la cuenca del Pacífico Oriental, que es el área del norte del Océano Pacífico al este de 140°W. El 1 de junio, la temporada comenzó en la zona de alerta del Pacífico Central (entre 140°W y la línea internacional de fecha); sin embargo, no ocurrieron tormentas en la región hasta en el mes de julio. Si bien ambas organizaciones mencionaron una intensificación del fenómeno El Niño como causa de una mayor actividad, el CPC también destacó la diferencia en los patrones globales de temperatura de la superficie del mar en 2015 frente al período 1995-2014.
La organización enumeró un conjunto de estaciones con condiciones atmosféricas y oceánicas similares, que incluyen entre las temporadas de 1982, 1986, 1991, 1994, 2002 y 2014. En promedio, una temporada de huracanes en el Pacífico entre 1981 y 2010 contenía doce tormentas tropicales, seis huracanes y tres huracanes mayores, con un índice de Energía Ciclónica Acumulada (ACE) de entre 90 y 160 unidades.

### Pronósticos en la pretemporada
El 10 de abril de 2015, el Servicio Meteorológico Nacional (SMN) emitió su primer pronóstico para la temporada de huracanes en el Pacífico, pronosticando 19 tormentas nombradas, 11 huracanes y 4 huracanes mayores. 
El 27 de mayo de 2015, el Centro de Predicción Climática (CPC) de la Administración Nacional Oceánica y Atmosférica publicó su pronóstico para el año, destacando un 70% de posibilidades de una temporada superior a la media con 15-22 tormentas nombradas, 7-12 huracanes, 5-8 huracanes mayores, y un índice la Energía Ciclónica Acumulada (ECA) de 110-190% de la mediana. La temporada terminó excediendo todas estas previsiones con 26 tormentas nombradas, 16 huracanes, 11 huracanes mayores y un índice de ECA en más del 190% de la hiperactividad.

## Resumen de la temporada

### Actividad

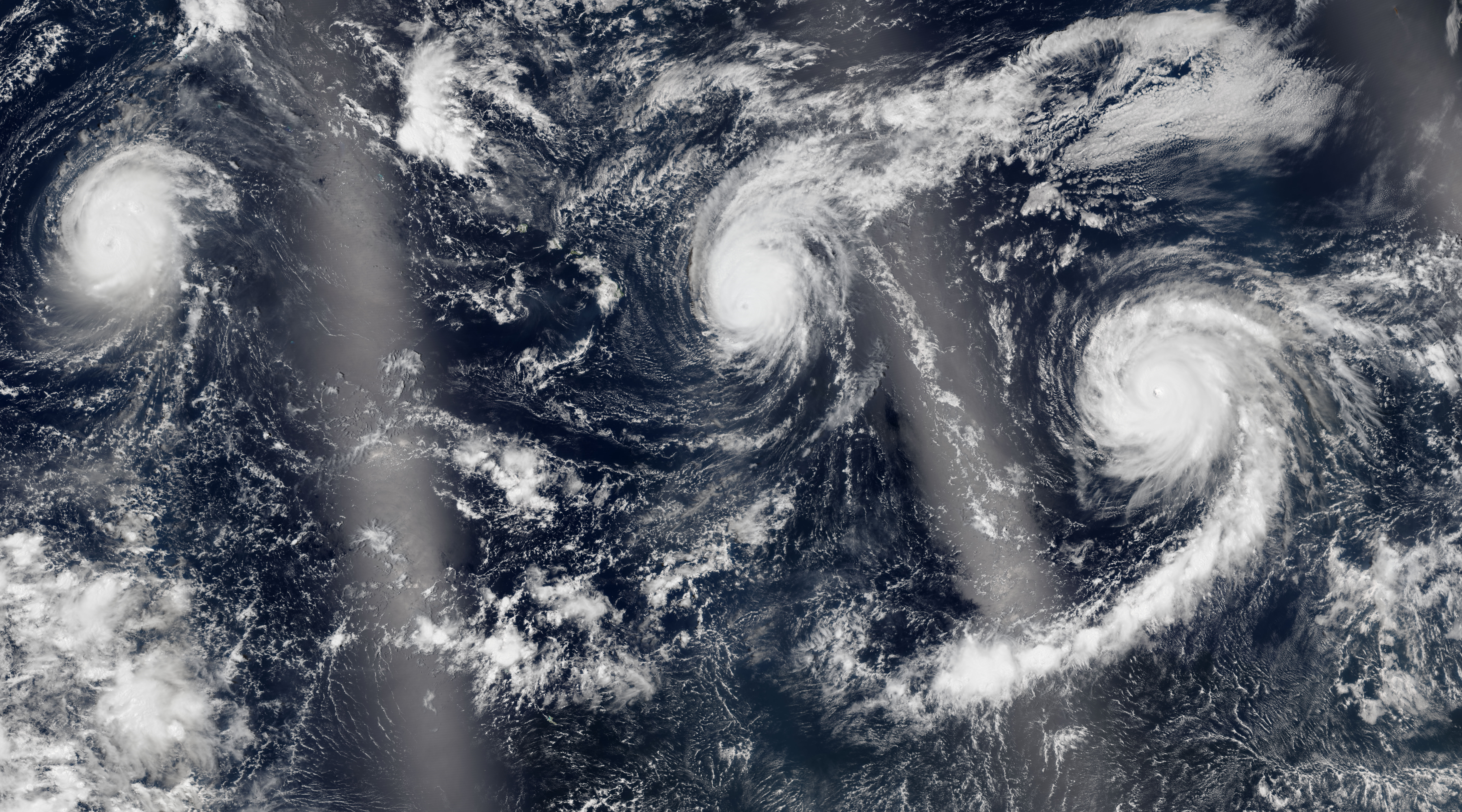
Huracanes Kilo (izquierda), Ignacio (centro) y Jimena (derecha), todos a mayor intensidad de huracán, que abarcan las cuencas del Pacífico central y oriental el 30 de agosto

La primera tormenta nombrada de la temporada es Andrés, se desarrolló dos semanas después del inicio oficial de la temporada. Más tarde el 1 de junio, Andrés alcanzó la máxima intensidad como un huracán categoría 4. El 3 de junio, Blanca se convirtió en el primer segundo huracán y el segundo huracán mayor en la cuenca desde que comenzaron los registros confiables. La tormenta tropical Halola cruzó la línea internacional de cambio de fecha dos días después. El mes que viene, los huracanes Guillermo e Hilda afectaron a Hawái, mientras que el huracán Loke se convirtió en la quinta tormenta con nombre en el Pacífico Central. Poco después de que Loke se disipara, la tormenta tropical Kilo (que se formó antes que Loke) se fortaleció y se convirtió en huracán, mientras que Ignacio y Jimena fueron nombrados. A última hora del 29 de agosto, las tres tormentas explotaron en huracanes mayores de categoría 4. 
La tormenta tropical Kevin se formó, pero fue efímera, y Kevin e Ignacio se disiparon el 5 de septiembre. El huracán Linda se formó el 6 de septiembre y alcanzó su punto máximo como un huracán mayor de categoría 3, pero se disipó cuatro días después. Después de que Jimena y Linda se disiparon el 10 de septiembre, se produjo una breve pausa de 9 días en la actividad tropical, la primera desde junio. Luego, el 19 de septiembre, Malia desarrolló, con Dieciséis-E desarrollándose al día siguiente. El Dieciséis-E rápidamente se movió sobre Baja California y Noroeste de México continental antes de disiparse el 21 de septiembre. Malia se disipó el 22 de septiembre, pero fue seguido tres días después que la depresión tropical Seis-C, que se intensificó en la tormenta tropical Niala al sureste de Hawái, provocando una tormenta tropical mire para el condado de Hawái, la "isla grande" o "Hawai'i". Marty se convirtió, se convirtió en un huracán cerca de México, pero se disolvió en el mar.
Olaf se fortaleció a un huracán a 9.4°N, lo que lo convirtió en el huracán que se forma más al sur en la cuenca del Pacífico este. Luego se fortaleció a un huracán mayor a 9.9°N, lo que lo convirtió en el huracán más grande que forma el extremo sur de la cuenca.

### Récords

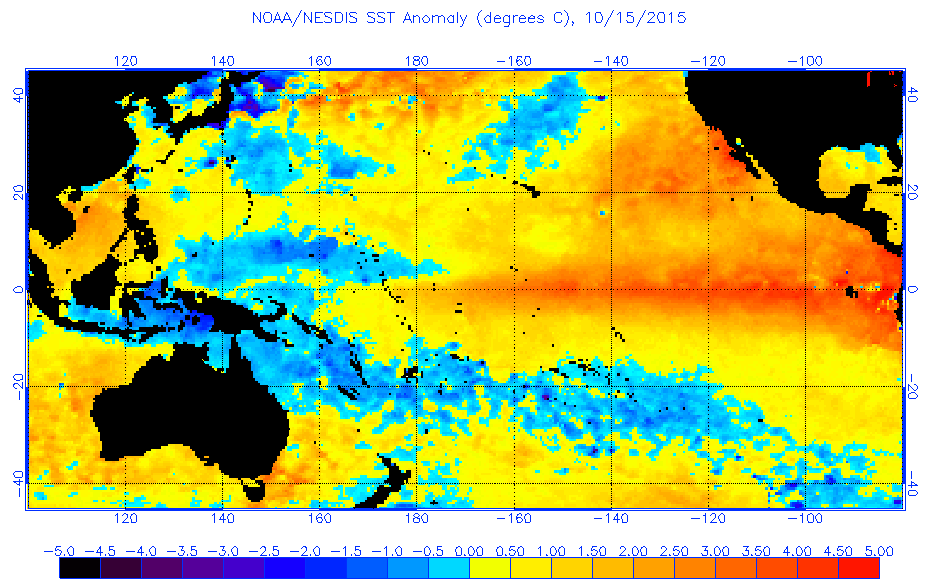
Mapa de anomalías de la temperatura de la superficie del mar (SST) en el Océano Pacífico el 15 de octubre de 2015, que muestra SST muy por encima de lo normal al este de la línea internacional de cambio de fecha (180 °)

Andrés rompió el récord anterior en siete días establecido por el huracán Cristina en la temporada del año anterior. El 13 de junio, el huracán Carlos se convirtió en el segundo tercer huracán más antiguo registrado. Después de un período inactivo de alrededor de un mes, la actividad se reanudó a mediados de julio y se formaron cinco sistemas en una sucesión breve (tres en el Pacífico central y dos en el Pacífico oriental). Uno de estos sistemas, la tormenta tropical Ela, se convirtió en la tercera tormenta con formación más temprana del Pacífico Central registrada en el momento. Estos tres huracanes principales estuvieron activos el 29 de agosto, siendo la primera vez en el registro histórico que tres o más huracanes importantes existieron simultáneamente en el Pacífico, al este de la línea internacional de cambio de fecha (180ºW). Con la formación de Oho el 3 de octubre, la temporada de 2015 superó a 1992 y 1994 como el año más activo registrado en el Pacífico Central. El 18 de octubre, 

### Energía Ciclónica Acumulada (ECA)
El índice de Energía Ciclónica Acumulada (ECA) para la temporada de huracanes en el Pacífico de 2015, en total es 286.5125 unidades (160.4825 unidades en el Pacífico Oriental y 126.03 unidades en el Pacífico Central). Siendo ser la segunda temporada más altas en términos del ECA. En términos generales, La Energía Ciclónica Acumulada es una medida de la potencia de una tormenta tropical o subtropical multiplicada por el tiempo que existió. Solo se calcula para avisos completos en sistemas tropicales y subtropicales específicos que alcanzan o superan las velocidades del viento de 39 mph (63 km/h).

## Ciclones tropicales

### Huracán Andrés
A inicios del 23 de mayo, el Centro Nacional de Huracanes predijo una potencial ciclogénesis al sur de México en los próximos días Una perturbación tropical se formó dos días después, organizándose sostenidamente para convertirse en la primera depresión tropical de la temporada (Uno-E) a las 09:00 UTC del 28 de mayo. Con un incremento en sus bandas nubosas y una nubosidad central densa expandiente, la depresión fue promovida a tormenta tropical y se le dio el nombre de Andrés. Desplazándose al oeste-noroeste y finalmente al noroeste de una cresta subtropical sobre México, el ciclón sostenidamente se intensificó a pesar de la presencia moderada de una cizalladura de viento al norte. A las 21:00 UTC del 29 de mayo, el Andrés fue promovido a huracán de categoría uno con una estructura ciclónica característica de ésta intensidad. A las 15:00 UTC del 30 de mayo, el ciclón se fortaleció más y alcanzó la categoría dos.
A pesar de que los pronosticadores no anticiparon un fortalecimiento adicional, el Andrés inició una fase de rápida intensificación, convirtiéndose en uno de los cinco huracanes mayores durante el mes de mayo a las 21ː00 UTC e intensificándose más a categoría cuatro a las 03ː00 UTC del 1 de junio. El Andrés alcanzó su pico de intensidad a inicios del 1 de junio, presentando vientos sostenidos en un minuto de 240 km/h. Después de esto, el sistema se desplazó sobre aguas más frías y dentro de un ambiente más estable los cuales provocaron su debilitamiento. En los siguientes días, el Andrés continuó debilitándose y para el 3 de junio, la NHC determinó que se había debilitado a tormenta tropical. Por último y luego que continuara debilitándose irreversiblemente, el Andrés fue declarado como una baja presión remanente el 4 de junio. La humedad que se extendía de los remanentes del Andrés trajo precipitaciones de ligeras a moderadas en varias partes del Suroeste de Estados Unidos, con la ciudad de Phoenix, Arizona presentando acumulados considerables el 5 de junio por primera vez desde que se empezara a registrarse los récords en 1896. En México su presencia solo fue sentida por las marejadas que producía, sin embargo, no se reportaron eventos significativos.

### Huracán Blanca
Una onda tropical monitoreada por el Centro Nacional de Huracanes a finales de 27 de mayo formó a un área débil de baja presión al sur de Acapulco, México dos días después. Rodeado de vientos de magnitud alta producidos por el cercano huracán Andrés, la perturbación lentamente se organizó y se convirtió en la depresión tropical Dos-E a las 22:30 UTC del 31 de mayo y se intensificó más tarde a tormenta tropical Blanca a las 15:00 UTC al día siguiente. Desplazándose lentamente dentro de un régimen de guiamento débil, el ciclón inició a intensificarse rápidamente para el 2 de junio a medida que el entorno empezó a favorecerlo y a las 21:00 UTC fue promovido a huracán de categoría uno, marcando la instancia más precoz de ser el segundo huracán en récord en el Pacífico oriental. Después de esto, el ciclón experimentó un período de rápida intensificación, demostrado en las imágenes de satélite con las formación de un ojo en forma de agujero de alfiler. El Blanca fue promovido a huracán de categoría cuatro a las 15:00 UTC del 3 de junio, considerado como un récord en ser el segundo huracán mayor precoz en récord en el Pacífico oriental. Éste récord superó al anterior hecho por el huracán Cristina la pasada temporada el cual alcanzó la categoría de huracán mayor el 12 de junio de 2014.
Una surgencia significativa de aguas frías causadas por el desplazamiento lento del huracán comenzó a influir a inicios del 4 de junio. Su ojo rápidamente colapsó y la convección empezó a alejarse del centro. Un avión de reconocimiento sobrevoló la tormenta el 5 de junio y se encontró al Blanca más débil, siendo degradado a categoría uno, con vientos con fuerza de huracán confinados a un área localizada en la parte sureste de la pared de ojo. Obviando a condiciones favorables, el Blanca significativamente se reintensificó y alcanzó su segundo pico de intensidad como categoría cuatro y presentando vientos máximos de 215 km/h el 6 de junio. Después de esto, las aguas frías y la cizalladura de viento al sureste propició el inicio de su tendencia debilitatoria una vez más. Después de debilitarse a tormenta tropical el 7 de junio, El Blanca tocó tierra alrededor de las 12:00 UTC del 8 de junio, cerca de la ciudad de Puerto Cortés, Baja California Sur con vientos de 75 km/h y se convirtió en la instancia más tempranera de tocar tierra sobre Baja California durante el curso de un año desde que se empezara a registrarse los récords en 1949. Después de esto, el Blanca se debilitó a depresión tropical antes de degenerar en una baja presión remanente a inicios del 9 de junio, cuando su actividad convectiva desapareció.
El 3 de junio, las autoridades gubernamentales tomaron precauciones por todo los estados de Baja California Sur, Colima, Guerrero, Jalisco, Michoacán, Nayarit, Oaxaca y Sinaloa debido al potencial impacto que el huracán provocase. Un colectivo de 3.000 tropas del ejército y marina mexicana se desplazó al estado de Baja California Sur para asegurar el bienestar de los residentes. Olas de aproximadamente 5 metros de altura dañaron las instalaciones costeras en la ciudad de Puerto Vallarta, Jalisco. Por toda Baja California Sur, los vientos fuertes derribaron líneas de tendido eléctrico y dejaron a 104.106 residentes sin electricidad. La Comisión Federal de Electricidad (CFE) desplazó a un escuadrón de 2.394 personas con 849 vehículos, 160 grúas y 4 helicópteros para restaurar la electricidad; 90% de los apagones fueron arreglados durante 12 horas con la tormenta azotando.

### Huracán Carlos
A finales del 2 de junio, la NHC indicaba una potencial ciclogénesis para un área de perturbación al sur de El Salvador y Guatemala sobre los siguientes días. Esto se cumplió a inicios del 7 de junio, cuando la convección empezó a incrementarse en asociación a una vaguada de baja presión al sur del golfo de Tehuantepec. Guiado lentamente al noroeste, la perturnación adquirió suficiente organización como para ser declarada como la depresión tropical Tres-E a las 21:00 UTC del 10 de junio; fue promovido a tormenta tropical Carlos a las 15:00 UTC el siguiente día. Aunque los vientos de magnitud alta disminuyeron el ritmo de intensificación de la tormenta, el desarrollo de un ojo rasgado en las imágenes de satélite propiciaron a la NHC promover al Carlos a la categoría uno de huracán a las 15:00 UTC del 13 de junio. Sin embargo, la surgencia de aguas frías generadas por el desplazamiento lento del huracán provocaron un ligero debilitamiento. A las 15:00 UTC del día siguiente fue degradado a tormenta tropical.
En las siguientes 24 horas, el Carlos cambió ligeramente su estructura mientras se desplazaba al oeste-noroeste bajo la influencia de una cresta subtropical de mediana magnitud por todo el centro de México. Sin embargo, debido a que se encontró un ojo diminuto y cerrado en las imágenes especializadas de satélite y datos de vientos de 127 km/h recolectados por el avión cazahuracanes, fue promovido nuevamente a la categoría de huracán. A pesar de una cizalladura de viento al norte, la estructura continuó mejorando por toda la mañana del 16 de junio, con una convección profunda cerca del centro y un ojo observable a simple vista. Otra misión de reconocimiento al sistema alrededor de las 18:00 UTC encontró que se había reintensificado a huracán, presentando vientos de 150 km/h, a pesar de que la presión mínima permanecía sobre la medida en su primer pico de intensidad. Pocas horas después, el Carlos rápidamente se debilitó a medida que el ambiente en que se encontraba desfavorecía su existencia. En la siguiente maána, el Carlos se degradó a depresión tropical. Menos de seis horas después, el Carlos fue declarado como un sistema de remanentes. A pesar de permanecer frente a la costa mexicana, el Carlos dejó como saldo a una persona muerta en Guadalajara y daños aproximados en USD $ 1,1 millones (2015).

### Tormenta tropical Ela
El precursor de este sistema fue la depresión tropical Cuatro-E que se formó en la cuenca del Pacífico oriental, muy cerca del meridiano 140 oeste, frontera entre ésta y la del Pacífico central. Después de entrar a la cuenca central se intensificó, aunque con dificultades, y se convirtió en tormenta tropical, el cual el Centro de Huracanes del Pacífico Central le dio el nombre de:Ela. Después de ser una tormenta tropical durante 18 horas, el Ela fue degradado por una depresión tropical, debido en parte a, que durante toda su existencia estuvo a merced, de una cizalladura de viento de moderada a fuerte. Finalmente, el 11 de julio, el Ela fue declarada en una baja presión remanente.
Ela es uno de los siete ciclones tropicales que se forman como una depresión en la cuenca del Pacífico oriental, pero no se nombra hasta que ingresa al Pacífico central; los otros son Lala, Li, Iniki y Lana y Akoni. Sería sucedido por el huracán Ulika un año después. También es la cuarta tormenta más temprana que se forma durante el año calendario en el Pacífico central después de Ekeka y Hali de 1992, así como Pali de 2016.

### Tormenta tropical Halola
A finales del 6 de julio, una perturbación tropical se formó a 1.840 kilómetros al suroeste de Honolulú, Hawái. El sistema se desplazó al norte y se consolidó lentamente hasta que se convirtió en la depresión tropical Uno-C, para luego desplazarse al oeste a partir del 10 de julio. Bajo la influencia de una cizalladura de viento relativamente débil, se intensificó en tormenta tropical y recibió el nombre: Halola (nombre aportado por el Centro de Huracanes del Pacífico Central que es una transcripción en hawaiano del nombre alemán: Harald). El Halola siguió desplazándose ahora al noroeste a partir del 12 de julio y cruzó la línea internacional de cambio de fecha a finales de aquel día, pasando al área de responsabilidad de la Agencia Meteorológica de Japón que lo clasificó como tormenta tropical severa.

### Tormenta tropical Iune
El 10 de julio, una perturbación tropical se organizó y se convirtió en la depresión tropical Dos-C. Debido al incremento de su convección cerca de su centro, la CPHC lo promovió a tormenta tropical y lo nombró: Iune el día siguiente. Sin embargo, debido a su pequeño tamaño y la influencia de los vientos de magnitud superficial, la circulación del Iune se expuso y propició su degradación a depresión tropical el 12 de julio. Para el 13 de julio, el Iune se degradó a una baja presión remanente así como su centro de circulación expuesto se desplazaba en dirección oeste hasta que se disipó totalmente después de cruzar la línea internacional de cambio de fecha.

### Huracán Dolores
El 11 de julio, el Centro Nacional de Huracanes empezó a monitorear a una perturbación tropical al sursureste de Acapulco el cual se había convertido en depresión tropical y lo denominó: Cinco-E. Con un desarrollo en su nubosidad central densa y al encontrarse vientos de aproximadamente 35 nudos, la institución lo promovió a la tormenta tropical Dolores a 350 kilómetros al sur de Zihuatanejo. Preventivamente, el gobierno mexicano había emitido vigilancia de tormenta tropical por la cercanía a las costas de ese país. Esta fue suspendida a finales del siguiente día debido a su desplazamiento al oeste-noroeste. Al mismo tiempo, el ciclón había desarrollado unas bandas nubosas engrosadas que se adherían a un ojo rasgado, indicando que había alcanzado la fuerza de huracán. Encontrándose en un ambiente atmosférico favorable como una cizalladura de viento ligera y temperatura del mar cálida, a las 09:00 UTC del 15 de julio el Dolores fue considerado como huracán mayor de categoría cuatro. En ese tiempo, el ciclón presentaba un ojo isométrico de 24 kilómetros de diámetro y un frente de ráfaga mejorado, todo esto guiado por una cresta subtropical el cual lo desplazaba al noroeste.
A partir de las 21:00 UTC de aquel día, empezó la tendencia debilitatoria del sistema, en su parte debido al enfriamiento de la temperatura del mar y luego por la entrada de aire seco e incremento de una cizalladura vertical de viento. Con esto, 24 horas después el sistema era considerado como huracán de categoría dos. Desvanecida la mayor parte de su convección que poseía cuando era de categoría cuatro, el Dolores fue degradado a tormenta tropical el 17 de julio. Finalmente, sin poseer convección profunda y al desplazarse en medio de aguas frías, la NHC emitió su último aviso a inicios del 19 de julio, declarando al Dolores como un ciclón postropical. Aunque no provocó daños significativos ubicándose paralelo a las costas mexicanas, la humedad proveniente de la tormenta trajo precipitaciones récord al sur de California; los récords alcanzados incluyeron al total de precipitaciones mensuales de 2 plg (50,8 mm) en San Diego, 1,3 plg (33,0 mm) en Los Ángeles y 1,16 plg (29,5 mm) en Paso Robles. En los estribos y las montañas al este del condado de San Diego (p.ej. en el pueblo de Ramona), las precipitaciones excedieron las 4 plg (101,6 mm). Esto tuvo un efecto beneficioso para los bomberos quienes combaten los incendios forestales que azotaban al estado en ese tiempo. pero también colapso un puente a lo largo de la Interestatal 10.

### Tormenta tropical Enrique
El 12 de julio y muy lejos al suroeste de la península de Baja California, la NHC empezó a monitorear a la depresión tropical Seis-E el cual había sido promovido a partir de un área de convección consolidada de una baja presión. Dieciocho horas después, fue denominado como la tormenta tropical Enrique al presentar un aumento en su convección y la presencia de una creciente banda nubosa sobre el sur del centro. En las horas siguientes, el Enrique mantuvo basal su intensidad debido a condiciones atmosféricas limitadas. A finales del 14 de julio, el Enrique alcanzó su pico de intensidad de vientos sostenidos en un minuto de 85 km/h y una presión mínima de 1000 hPa. Después de mantener esta intensidad, el sistema empezó su fase debilitatoria al alcanzar aguas frías. A pesar de luchar en contra de las condiciones infavorables y resistirse a su disipación, fue degradado a depresión tropical. Aunque seis horas después, fue promovido nuevamente a tormenta tropical. Doce horas después, el Enrique fue definitivamente degradado a depresión tropical y después de no presentar actividad convectiva, fue declarado ciclón postropical el 18 de julio.

### Tormenta tropical Felicia
Con la formación de bandas convectivas acopladas a un centro de circulación de magnitud baja, el 23 de julio, un área de baja presión, cuyo precursor fue una onda tropical, fue promovido a la depresión tropical Siete-E en la madrugada del 23 de julio. A continuación, la estructura mejoró y, por lo tanto, fue promovido a tormenta tropical al que se le nombró: Felicia. A éste no se le dio mucha importancia debido a que se encontraba en un ambiente predominante de cizalladura de viento moderada al noreste y temperatura superficial del mar fría. Tan solo pocas horas después, fue degradado a depresión tropical con su estructura significativamente erosionada. Después de dieciocho horas de agonía, la depresión finalmente fue degradada a un sistema de baja presión remanente.

### Depresión tropical Ocho-E
La depresión tropical Ocho-E se formó a partir de otra área de baja presión aproximadamente a 1.000 kilómetros al oeste-suroeste de la península de Baja California. Levemente similar al patrón meteorológico del Felicia, la depresión nunca alcanzó la intensidad de tormenta tropical durante sus tres días de existencia debido condiciones infavorables como la presencia de una cizalladura de viento al noroeste que disminuyó en los siguientes días, pero que fue compensado por la temperatura superficial del mar fría y la entrada de aire seco. Sin convección adyacente, la depresión fue declarada como baja presión remanente el 30 de julio.

### Huracán Guillermo
El precursor del Guillermo es un área extensa de baja presión que en días anteriores se organizó y, el 29 de julio, adquirió una circulación cerrada con convección adyacente, por lo que fue declarada como la depresión tropical Nueve-E ubicado a 2.315 kilómetros al sur de la punta sur de la península de Baja California. Brevemente después fue promovido a tormenta tropical con nombre: Guillermo, mientras presentaba una mejoría en su frente de ráfaga superficial. A las 09:00 UTC del 31 de julio fue considerado como huracán después de intensificarse rápidamente en las pasadas horas. Finalizó este proceso cuando alcanzó vientos sostenidos en un minuto de 165 km/h a inicios del 1 de agosto, mientras se desplazaba de forma rápida al oeste-noroeste por la presencia de una cresta subtropical de magnitud media al sur. Sin presentar cambios en su intensidad, a finales de aquel día, el Guillermo cruzó el meridiano 140 oeste hacia el Pacífico central, donde se encontraría bajo el área de responsabilidad del Centro de Huracanes del Pacífico Central.
En esta cuenca el sistema, mejoró ligeramente su estructura pero aún sin cambios en su intensidad. Sin embargo, a partir de las 21:00 UTC del 2 de agosto, los vientos superficiales de magnitud superficial empezaron a afectar al Guillermo, propiciando su degradación a categoría uno de huracán. Se debilitó a tormenta tropical a inicios del 3 de agosto y debido a su trayecto al noroeste se emitió una vigilancia de tormenta tropical. Luego de estar a punto de reintensificarse a huracán, alcanzando un pico de 110 km/h, el Guillermo empezó a ser influenciado por una intensa cizalladura de viento que deformó drásticamente su estructura. El 7 de agosto, se degradó a depresión tropical antes de desplazarse al norte del archipiélago hawaiano y, horas más tarde, fue declarado postropical al no haber convección adyacente al centro del sistema.

### Huracán Hilda
Al oeste-suroeste, muy lejos, de la península de Baja California un área de baja presión organizó sus bandas nubosas al norte y este del centro de circulación, lo que indicó la formación de la depresión tropical Diez-E a inicios del 6 de agosto. A mediados de aquel día, se intensificó un poco más y se convirtió en tormenta tropical al que se le nombró: Hilda. Con un moderado proceso de rápida intensificación a finales del 7 de agosto, el Hilda se convirtió en huracán. A finales de ese día, cruzó el meridiano 140 oeste y pasó al área de responsabilidad del Centro de Huracanes del Pacífico Central como un huracán categoría dos. Con otro período de intensificación rápida, el diminuto huracán alcanzó su pico de intensidad como categoría cuatro, presentando vientos de 220 km/h y presión mínima de 946 hPa. Con un debilitamiento lento y por su cercanía progresiva a las islas hawaianas, se emitió una vigilancia de tormenta tropical. El ciclón se degradó a tormenta tropical mientras avanzaba lentamente al oeste y al noroeste. Por tomar un desvió del noroeste al oeste y el estar influenciado por una cizalladura de viento intensa, al Hilda, se le descontinuó el aviso de vigilancia de tormenta tropical para las islas Hawái. Al sur de Big Island, el Hilda se degradó a depresión tropical y a inicios del 14 de agosto, con su centro de circulación expuesto, fue declarado como un sistema de remanentes.

### Depresión tropical Once-E
El 16 de agosto de 2015, un sistema de baja presión se convirtió en la depresión tropical Once-E. Durante su existencia, se desplazó al oeste-noroeste en medio de un área de condiciones favorables. La depresión falló en intensificarse más y finalmente se disipó el 18 de agosto sin nada que destacar.

### Huracán Kilo
A partir de 20 de agosto, un área de baja presión al sur de Hawái se convirtió en la depresión tropical Tres-C. El sistema se intensificó y se convirtió en la tormenta tropical Kilo. A pesar de encontrarse en condiciones favorables, el Kilo se degradó a depresión tropical el 23 de agosto. La tormenta permanecería como depresión por los siguientes tres días. A pesar de su inestabilidad, la circulación a larga escala llevó humedad a Hawái, provocando lluvias torrenciales en ese estado. Luego de que el huracán Loke se desplazase al norte y se disipara el 26 de agosto, el Kilo fue capaz de reintensificarse a tormenta tropical. Alcanzó la fuerza de huracán al día siguiente y luego inició su fase de rápida intensificación hasta alcanzar la categoría de huracán mayor, mientras se acercaba a la línea internacional de cambio de fecha. El Kilo alcanzó su pico de intensidad el 30 de agosto como huracán de categoría cuatro con vientos de 220 km/h y una presión mínima de 940 hPa. Posterior a esto, el huracán fluctuó su intensidad mientras se desplazaba lentamente al noroeste, antes de debilitarse lentamente por debajo de la intensidad de huracán mayor a medida que las condiciones no estaban favorables. Cruzó la línea internacional a inicios del 1 de septiembre, donde la JMA lo designó como el tifón Kilo.

### Huracán Loke
A inicios del 21 de agosto una perturbación tropical, denominada 94C y encontrándose en condiciones favorables mejoró su actividad convectiva y fue declarada como la depresión tropical Cuatro-C. Con un desplazamiento paralelo a la línea internacional de cambio de fecha, a las 21:00 UTC, fue declarada como la tormenta tropical Loke, aunque nuevamente se degradó a depresión en horas posteriores. Se reintensificó a tormenta tropical y debido a su desplazamiento al norte cerca de las islas hawaianas, se emitió una vigilancia de tormenta tropical para las localidades cercanas, que luego fue promovido a aviso por su cercanía. El sistema se convirtió en huracán a inicios del 25 de agosto y con esto, se emitió aviso de huracán al noroeste del archipiélago hawaiano. El Loke se desplazó al noreste a través del Monumento Nacional marino de Papahānaumokuākea, en su pico de intensidad de vientos de 120 km/h y una presión mínima de 990 hPa. Al alejarse al noreste, todos los avisos fueron cancelados y el ciclón se degradó a tormenta tropical. Finalmente, con un desplazamiento al noroeste y al cruzar la línea internacional de cambio de fecha, el Loke fue declarado como ciclón extratropical.

### Huracán Ignacio
El 25 de agosto, un sistema de baja presión se convirtió en la depresión tropical Doce-E, antes de convertirse en la tormenta tropical Ignacio. El Ignacio se desplazó inicialmente al oeste, en dirección a las islas Hawaianas. El 26 de agosto, alcanzó la categoría de huracán, mientras continuaba desplazándose en esa dirección. En los siguientes días, el Ignacio luchó por intensificarse mientras era impactado por una cizalladura de viento. Cuando la cizalladura amainó, el Ignacio fue capaz de intensificarse rápidamente a huracán mayor el 29 de agosto, presentando vientos de 185 km/h. Para aquel tiempo, se emitió una vigilancia de tormenta tropical, a medida que la isla empezaba sentir los efectos del ciclón en las mareas. El Ignacio continuó intensificándose rápidamente y alcanzó la categoría cuatro presentando vientos de 230 km/h y una presión mínima de 942 hPa el 30 de agosto.
Luego de alcanzar su pico de intensidad, el huracán empezó a debiitarse luego de entrar en un área de condiciones menos favorables. Mientras se debilitaba, el Ignacio pasó al norte de Hawái, causando daños mínimos. La tormenta de degradó a tormenta tropical el 1 de septiembre, pero fue capaz de reintensificarse a huracán. Esto se repetiría nuevamente, antes que se debilitara a tormenta tropical por última vez y se convirtiera en ciclón postropical seis horas después. Sus remanentes continuaron desplazándose al norte del Pacífico, antes de desplazarse al noreste por el occidente de Canadá. El 8 de septiembre, los remanentes extratropicales del Ignacio se desplazó tierra adentro por la Columbia Británica, trayendo lluvias ligeras y aisladas y algunos nublados.

### Huracán Jimena
Una zona de baja presión muy al suroeste de las costas mexicanas se organizaron para convertirse en la depresión tropical Trece-E el 26 de agosto. El 27 de agosto, la depresión se convirtió en la tormenta tropical Jimena. Localizado en un ambiente favorable, con cizalladura de viento débil, abundante humedad y temperatura superficial del mar de aproximadamente 30 grados centígrados, el Jimena rápidamente se intensificó, alcanzando la categoría uno de huracán el 28 de agosto. Con una simetría casi perfecta, nubosidad central densa bien establecida y ojo cálido, el huracán terminó su fase de rápida intensificación, llegando a la categoría cuatro de huracán mayor con vientos de 240 km/h y una presión mínima de 936 hPa. En el ojo, sucedió un ciclo de reemplazamiento de pared de ojo con erosión en su pared interna que provocó un ligero debilitamiento, sin embargo, este proceso se interrumpió pues el ojo se elongó, se hizo muy simétrico y mejor organizado, por lo que alcanzó su segundo pico de intensidad.
Debilitado, aun siendo huracán mayor, el Jimena cruzó el meridiano 140 oeste y pasó al área de responsabilidad del Centro de Huracanes del Pacífico Central. Con fluctuaciones en su intensidad y desplazamiento, se desplazó en general al noroeste y se degradó a tormenta tropical. Luego prosiguió con su debilitamiento progresivo, mientras se acercaba más a las islas hawaianas. A mediados del 9 de septiembre, se degradó a depresión tropical para finalmente convertirse en ciclón postropical a 375 kilómetros al norte de Honolulú sin mayor eventualidad.

### Tormenta tropical Kevin
Una onda tropical cruzó la región centroamericana el 25 de agosto. Aunque inicialmente produjo proliferaciones transitorias de convección, su lenta organización lideró a la formación de una depresión tropical a las 18:00 UTC del 28 de agosto mientras se localizaba muy al sur de la península de Baja California. Guiado al noroeste y al norte-noroeste, el ciclón se convirtió en la tormenta tropial Kevin a las 18:00 UTC al día siguiente mientras era agobiado por una cizalladura vertical de viento moderada. Luego de alcanzar su pico de intensidad de vientos de 95 km/h el 3 de septiembre, un incremento en la velocidad de los vientos de magnitud alta causaron el desplazamiento de la circulación de nivel mediano y bajo. Desvestido de convección profunda, el Kevin degeneró en una baja presión remanente a las 18:00 UTC a las 12:00 UTC del 5 de agosto; la circulación remanente giró al noroeste y se disipó al siguiente día.

### Huracán Linda
A inicios de septiembre, un clúster de nubosidad empezó a organizar en un sistema tropical. A las 03:00 UTC del 6 de septiembre, se organizaron lo suficiente como para ser clasificados como la depresión tropical Quince-E. Doce horas después, la depresión se convirtió en tormenta tropical y fue nombrado: Linda. El Linda rápidamente se fortaleció mientras se desplazaba al noroeste y se convirtió en huracán solamente doce horas después de convertirse en tormenta tropical debido a amplias cantidades de convección profunda formándose alrededor de su centro. Después, el Linda alcanzó la categoría dos de huracán. Luego de retener esta categoría, nuevamente se intensificó rápidamente y alcanzó la categoría tres de huracán mayor. Poco tiempo después, el Linda rápidamente se debilitó debido al incremento de una cizalladura de viento y disminución de la temperatura superficial del mar, convirtiéndose en una baja presión remanente a menos de una semana de formarse.
La humedad monzónica al norte del Linda trajo lluvias y tormentas eléctricas a varias porciones del estado de California. Las inundaciones y deslizamientos de tierra provocaron varios cierres de carretera, Una persona se ahogó en la reserva forestal de San Bernardino. La humedad remanente del Linda asociada a un sistema frontal también provocaron lluvias torrenciales récord en Los Ángeles el 15 de septiembre, con tres rescates relámpago y aproximadamente 2 pulgadas de lluvias por toda la cuenca de Los Ángeles. Según la Universidad Estatal de San José, los remanentes del Linda pudieron haber contribuido a amainar la severidad de los incendios forestales que azotaban el estado.

### Tormenta tropical Malia
Luego de un mes de relativa calma, el 19 de septiembre, una perturbación tropical a 580 kilómetros al oeste-noroeste del atolón Johnston se organizó lo suficiente para ser declarada como la depresión tropical Cinco-C Con esto se emitieron avisos y alerta de tormenta tropical para la región del Monumento Nacional marino de Papahānaumokuākea debido a que el sistema se desplazaba en general al norte. Justamente al sur del centro de la reserva, se convirtió en tormenta tropical y fue nombrado: Malia. Al ser promovido, el ciclón había alcanzado su pico de intensidad de vientos de 65 km/h y una presión mínima de 1001 hPa, debido a que tiempo después, una intensa cizalladura de viento y el estar ubicado en temperatura superficial del mar muy templada, desvistieron totalmente de su convección profunda y dejara expuesto su circulación. Por lo tanto, la CPHC lo degradó a una baja presión remanente y emitió su última observación, cancelando todos los avisos para este sistema.

### Depresión tropical Dieciséis-E
La depresión tropical Dieciséis-E se formó derivado de un área de baja presión al oeste de la península de Baja California, el cual poseía un centro de circulación definido, aunque relativamente pequeño. No se intensificó debido a la influencia de una cizalladura y tocó tierra sobre la península cerca de las 06:00 UTC del 21 de septiembre. Finalmente se disipó a mediados de aquel día sobre tierra.

### Tormenta tropical Niala
Con una banda nubosa acoplada a su centro y convección profunda desarrollada, la CPHC inició a emitir avisos sobre la depresión tropical Seis-C el 24 de septiembre. Al sureste del archipiélago hawaiano, el sistema fue promovido como la tormenta tropical Niala. Se emitieron avisos y alertas de tormenta tropical debido a que el sistema se desplazaba al noroeste. A las 21:00 UTC alcanzó su pico de intensidad de vientos de 100 km/h y una presión mínima de 992 hPa. El Niala tuvo su máximo acercamiento posible a las islas y giró hacia el suroeste donde inició a debilitarse progresivamente. Bajo la influencia de una cizalladura de viento, fue degradado a depresión tropical y, sin convección profunda adyacente y centro de circulación aberrante, fue degradado a un sistema de remanentes el 29 de septiembre.

### Huracán Marty
El precursor de este sistema fue un área de baja presión localizada a cientos de kilómetros al suroeste de Acapulco que organizó su actividad convectiva y definió su centro de circulación. Fue numerada: Diecisiete-E. Seis horas después, fue promovido a tormenta tropical y nombrado: Marty, por lo que se emitió avisos y alertas que posteriormente fueron escalando en dependencia de su intensidad. Transitoriamente perdió definición debido a la influencia de vientos de magnitud superior, pero pudo intensificarse y alcanzó la categoría uno de huracán a finales del 28 de septiembre. Luego de alcanzar su pico de vientos de 130 km/h y presión barométrica de 986 hPa, los efectos de una cizalladura de viento intensa al oeste empezaron a influirlo y provocaron a su degradación a tormenta tropical poco tiempo después. El sistema mantuvo por unas cuantas horas un desplazamiento errático y a las 09:00 UTC del 30 de septiembre fue degradado a depresión tropical, descontinuando así todos los avisos y alertas que el gobierno mexicano había activado. La cizalladura finalmente abatió al ciclón y lo degradó a una vaguada remanente el 1 de octubre. Las lluvias torrenciales e inundaciones de sus remanentes provocaron afectaciones a 35 mil personas en el estado de Sonora. En Guaymas afectaron 800 casas y 400 vehículos; tres personas salieron lesionadas.

### Huracán Oho
En una ocurrencia poco frecuente, una alteración de movimiento lento se desprendió de un valle de monzón al sureste de Hawái y se convirtió en la depresión tropical Siete-C el día 3 de octubre. Con un ambiente favorable, la tormenta se convirtió rápidamente en tormenta tropical que llevó con el nombre de Oho (octavo nombre de la lista de los nombre de los ciclones tropicales en el Pacífico Central). Con esto, Oho se convirtió en el récord de la duodécima tormenta de este año para nombrar, o forma en el Pacífico Central. Bajo la cizalladura del viento hacia el suroeste, Oho se intensificó lentamente mientras se aceleraba hacia el noreste. Durante el seguimiento hacia el noreste, Oho se convirtió en un huracán categoría 2 el 7 de octubre, logrando una intensidad máxima de 110 mph (175 km/h) y una presión de 957 mbar (hPa; 28.25 inHg). Poco después de su pico, Oho se desplazó a un área con temperaturas oceánicas más frescas y al aumento de la cizalladura del viento hacia el suroeste, lo que hizo que la tormenta se debilitara y perdiera sus características tropicales. La tormenta se convirtió en un ciclón extratropical el 8 de octubre y brevemente se debilitó a un vendaval bajo el 9 de octubre. Sin embargo, debido a la fuerte baroclinicidad, Oho brevemente re-alcanzó los vientos de la fuerza del huracán antes de comenzar un debilitamiento del lugar. El 10 de octubre, los restos de Oho se desplazó a Alaska como una tormenta extratropical moderada, donde se debilitó hasta que el sistema se disipó sobre el oeste de Canadá.

### Huracán Patricia
Es el ciclón tropical más intenso jamás observado en el hemisferio occidental en términos de presión atmosférica, y el más fuerte a nivel global en términos de viento máximo sostenido. Originado a partir de una perturbación tropical al sur del golfo de Tehuantepec a mediados de octubre de 2015, el huracán Patricia fue clasificado como depresión tropical el 20 de octubre. Se fortaleció lentamente; sin embargo, el huracán Patricia comenzó a forzar profundización temprana el 22 de octubre, y horas más tarde la tormenta se intensificó hasta convertirse en el decimoquinto huracán de la temporada. En un principio se consideró que sería tan grave como los huracanes Kenna y Odile ; pero tras los reportes de la madrugada del 23 de octubre, a las 3:30 a. m. Patricia se convirtió en un huracán de categoría 5 superando con ello al huracán Linda como el «más intenso» del Pacífico. En un principio fue considerado el «más peligroso» del que se tuviera registro en México; posteriormente fue catalogado como «el más peligroso del mundo» en la historia, por lo que sus estragos podrían ser «potencialmente catastróficos».
El huracán tocó tierra en Jalisco comoun huracán de categoría 4 con vientos de 240 km/h (150 mph), tuvo una rápida evolución y bajó rápidamente hasta llegar a la  categoría 1 en las primeras horas por lo que no provocó las afectaciones que estaban esperando. Conagua reportó que al momento de tocar tierra provocó oleaje de 6 a 8 metros de altura y tenía vientos máximos sostenidos 240 kilómetros por hora y rachas superiores a los 295 kilómetros por hora.

### Tormenta tropical Rick
Una onda tropical se movió frente a la costa occidental de África el 3 de noviembre, entra en el Pacífico Oriental aproximadamente dos semanas más tarde. La perturbación se encontró con un área persistente de la convección en la ZCIT, finalmente fusionándose en una depresión tropical a las 12:00 UTC el 18 de noviembre cuando se encontraba a 715 millas (1150 kilómetros) al sursureste de la punta sur de Baja California. Plagada de cizalladura del viento moderado del sudeste, la depresión se intensificó lentamente en la tormenta tropical Rick y alcanzó simultáneamente vientos máximos de 40 mph (65 km / h) a las 12:00 UTC del 19 de noviembre El ciclón no pudo intensificar aún más, ya que rastreó oeste-noroeste dentro de un ambiente seco, lo que debilita a depresión tropical a las 06:00 UTC del 22 de noviembre y degenerando su vez en un remanente de baja doce horas más tarde. El bajo seguimiento noroeste y suroeste con el tiempo previo a disipar temprano el 26 de noviembre.

### Depresión tropical Nueve-C
A pesar del fin oficial de la temporada de huracanes hace más de un mes, continuó del Pacífico Central a la formación de la depresión tropical Nueve-C el 31 de diciembre nunca cobro fuerza de tormenta tropical dejando la primera temporada tormenta más activa de 2015 del registro a partir de 1992. el sistema tenía un pico de 35 mph vientos y una presión de 1001 mbar. La depresión fue incapaz al terminar así la temporada de huracanes en el Pacífico de 2015 de sostenerse a sí mismo el 1 de enero y, como la convicción disminuye, el sistema fue rebajado en un remanente de baja ese día, marcando la última final a una temporada de huracanes en el Pacífico de la historia.

## Ciclones extratropicales

### Ciclón extrtropical de Chile de 2015
El temporal de Chile de 2015 o ciclón Extratropical de Chile de 2015 fue un temporal que afectó a varias ciudades y localidades de gran parte del país por un prolongado período, provocando inundaciones y aluviones en gran parte de la zona, además de las precipitaciones y fuertes vientos que afectaron también sobre todas las costas chilenas, provocando marejadas y causando graves daños. Hasta las 21:00 horas del 9 de agosto, el temporal había dejado un saldo de 6 fallecidos, y 1.022 damnificados.

## Estadísticas de temporada
Esta es una tabla de todas los sistemas que se han formado en la temporada de 2015. Incluye su duración, nombres, áreas afectada(s), indicados entre paréntesis, daños y muertes totales. Las muertes entre paréntesis son adicionales e indirectas, pero aún estaban relacionadas con esa tormenta. Los daños y las muertes incluyen totales mientras que la tormenta era extratropical, una onda o un baja, y todas las cifras del daño están en USD 2022 (actualizado).
| DT | TT | 1 | 2 | 3 | 4 | 5 |

| Nombre                  | Fechas activo                  | Categoría de tormenta en intensidad máxima | Vientos máx. (km/h) | Presión min (hPa) | ACE      | Áreas afectadas                                   | Áreas afectadas  | Áreas afectadas | Daños (en millones USD) | Muertos |
| Nombre                  | Fechas activo                  | Categoría de tormenta en intensidad máxima | Vientos máx. (km/h) | Presión min (hPa) | ACE      | Lugar                                             | Fecha            | Vientos (km/h)  | Daños (en millones USD) | Muertos |
| ----------------------- | ------------------------------ | ------------------------------------------ | ------------------- | ----------------- | -------- | ------------------------------------------------- | ---------------- | --------------- | ----------------------- | ------- |
| Andrés                  | 28 de mayo – 4 de junio        | Huracán categoría 4                        | 230 (145)           | 937               | 19.6575  | Ninguno                                           | Ninguno          | Ninguno         | Ninguno                 | 0       |
| Blanca                  | 31 de mayo – 9 de junio        | Huracán categoría 4                        | 230 (145)           | 936               | 20.78    | Isla Santa Margarita, Baja California Sur, México | 8 de junio       | 75 (45)         | $134 mil                | 4       |
| Carlos                  | 10 – 17 de junio               | Huracán categoría 1                        | 150 (90)            | 978               | 9.35     | Cihuatlán, Jalisco, México                        | 8 de junio       | 75 (45)         | $1.04 millones          | 0       |
| Ela                     | 8 – 10 de julio                | Tormenta tropical                          | 75 (45)             | 1002              | 0.8475   | Ninguno                                           | Ninguno          | Ninguno         | Ninguno                 | 0       |
| Halola                  | 10 – 12 de julio               | Tormenta tropical                          | 95 (60)             | 998               | 1.56     | Ninguno                                           | Ninguno          | Ninguno         | Ninguno                 | 0       |
| Iune                    | 10 – 13 de julio               | Tormenta tropical                          | 65 (40)             | 1004              | 0.49     | Ninguno                                           | Ninguno          | Ninguno         | Ninguno                 | 0       |
| Dolores                 | 11 – 19 de julio               | Huracán categoría 4                        | 215 (130)           | 946               | 14.6025  | Ninguno                                           | Ninguno          | Ninguno         | $50.477 millones        | 1       |
| Enrique                 | 12 – 18 de julio               | Tormenta tropical                          | 85 (50)             | 1000              | 2.435    | Ninguno                                           | Ninguno          | Ninguno         | Ninguno                 | 0       |
| Felicia                 | 23 – 25 de julio               | Tormenta tropical                          | 65 (40)             | 1004              | 0.245    | Ninguno                                           | Ninguno          | Ninguno         | Ninguno                 | 0       |
| Ocho-E                  | 27 – 29 de julio               | Depresión tropical                         | 55 (35)             | 1006              | 0        | Ninguno                                           | Ninguno          | Ninguno         | Ninguno                 | 0       |
| Guillermo               | 29 de julio – 27 de agosto     | Huracán categoría 2                        | 175 (110)           | 967               | 14.2025  | Ninguno                                           | Ninguno          | Ninguno         | Ninguno                 | 0       |
| Hilda                   | 6 – 14 de agosto               | Huracán categoría 4                        | 230 (145)           | 937               | 17.6725  | Ninguno                                           | Ninguno          | Ninguno         | Ninguno                 | 0       |
| Once-E                  | 16 – 17 de agosto              | Depresión tropical                         | 55 (35)             | 1003              | 0        | Ninguno                                           | Ninguno          | Ninguno         | Ninguno                 | 0       |
| Loke                    | 21 – 26 de agosto              | Huracán categoría 1                        | 120 (75)            | 985               | 4.915    | Ninguno                                           | Ninguno          | Ninguno         | Ninguno                 | 0       |
| Kilo                    | 22 de agosto – 1 de septiembre | Huracán categoría 4                        | 220 (140)           | 940               | 17.7175  | Ninguno                                           | Ninguno          | Ninguno         | Ninguno                 | 0       |
| Ignacio                 | 25 de agosto – 5 de septiembre | Huracán categoría 4                        | 230 (145)           | 942               | 24.9075  | Ninguno                                           | Ninguno          | Ninguno         | Ninguno                 | 0       |
| Jimena                  | 26 de agosto – 9 de septiembre | Huracán categoría 4                        | 250 (155)           | 932               | 40.95    | Ninguno                                           | Ninguno          | Ninguno         | Ninguno                 | 0       |
| Kevin                   | 31 de agosto – 5 de septiembre | Tormenta tropical                          | 95 (60)             | 998               | 2.3175   | Ninguno                                           | Ninguno          | Ninguno         | Ninguno                 | 0       |
| Linda                   | 5 – 10 de septiembre           | Huracán categoría 3                        | 205 (125)           | 950               | 10.1925  | Ninguno                                           | Ninguno          | Ninguno         | $3.59 millones          | 22      |
| Malia                   | 18 – 22 de septiembre          | Tormenta tropical                          | 85 (50)             | 992               | 1.05     | Ninguno                                           | Ninguno          | Ninguno         | Ninguno                 | 0       |
| Dieciséis-E             | 20 – 21 de septiembre          | Depresión tropical                         | 55 (35)             | 1001              | 0        | Baja California Sur, México                       | 21 de septiembre | 55 (35)         | $17.8 millones          | 1       |
| Dieciséis-E             | 20 – 21 de septiembre          | Depresión tropical                         | 55 (35)             | 1001              | 0        | Isla Tiburón, Sonora, México                      | 21 de septiembre | 55 (35)         | $17.8 millones          | 1       |
| Niala                   | 25 – 28 de septiembre          | Tormenta tropical                          | 100 (65)            | 992               | 2.5025   | Ninguno                                           | Ninguno          | Ninguno         | Ninguno                 | 0       |
| Marty                   | 26 – 30 de septiembre          | Huracán categoría 1                        | 130 (80)            | 987               | 3.885    | Ninguno                                           | Ninguno          | Ninguno         | $30 millones            | 0       |
| Oho                     | 3 – 8 de octubre               | Huracán categoría 2                        | 175 (110)           | 956               | 7.445    | Ninguno                                           | Ninguno          | Ninguno         | Ninguno                 | 0       |
| Ocho-C                  | 3 – 4 de octubre               | Depresión tropical                         | 55 (35)             | 1001              | 0        | Ninguno                                           | Ninguno          | Ninguno         | Ninguno                 | 0       |
| Nora                    | 9 – 15 de octubre              | Tormenta tropical                          | 110 (70)            | 993               | 3.80     | Ninguno                                           | Ninguno          | Ninguno         | Ninguno                 | 0       |
| Olaf                    | 15 – 27 de octubre             | Huracán categoría 4                        | 240 (150)           | 938               | 34.6225  | Ninguno                                           | Ninguno          | Ninguno         | Ninguno                 | 0       |
| Patricia                | 20 – 24 de octubre             | Huracán categoría 5                        | 345 (215)           | 872               | 17.3225  | Cuixmala, Jalisco, México                         | 23 de octubre    | 240 (150)       | $462.8 millones         | 8 (5)   |
| Rick                    | 18 – 22 de noviembre           | Tormenta tropical                          | 65 (40)             | 1002              | 1.3475   | Ninguno                                           | Ninguno          | Ninguno         | Ninguno                 | 0       |
| Sandra                  | 23 – 28 de noviembre           | Huracán categoría 4                        | 240 (150)           | 934               | 12.14    | Ninguno                                           | Ninguno          | Ninguno         | Ninguno                 | 4       |
| Nueve-C                 | 31 de diciembre                | Depresión tropical                         | 55 (35)             | 1001              | 0        | Ninguno                                           | Ninguno          | Ninguno         | Ninguno                 | 0       |
| Totales de la temporada |                                |                                            |                     |                   |          |                                                   |                  |                 |                         |         |
| 31 ciclones             | 28 de mayo – 31 de diciembre   |                                            | 345 (215)           | 872               | 286.9575 | 4                                                 | 4                | 4               | $566 millones           | 40 (5)  |

## Nombres de los ciclones tropicales
Los siguientes nombres serán usados para los ciclones tropicales que se formen en el océano Pacífico este y central en 2015. Los nombres no usados están marcados con gris, y los nombres en negrita son de las tormentas formadas. Los nombres retirados, en caso, serán anunciados por la Organización Meteorológica Mundial en la primavera de 2016. Los nombres que no fueron retirados serán usados de nuevo en la temporada de 2021. Esta es la misma lista utilizada en la temporada del 2009.
| - Andrés - Blanca - Carlos - Dolores - Enrique - Felicia - Guillermo - Hilda | - Ignacio - Jimena - Kevin - Linda - Marty - Nora - Olaf - Patricia | - Rick - Sandra - Terry (sin usar) - Vivian (sin usar) - Waldo (sin usar) - Xina (sin usar) - York (sin usar) - Zelda (sin usar) |

Para las tormentas que se forman en el área de responsabilidad del Centro de Huracanes del Pacífico Central, que abarca el área entre 140 grados al oeste y la Línea internacional de cambio de fecha, todos los nombres se utilizan en una serie de cuatro listas rotatorias. Los siguientes cuatro nombres que se programarán para su uso en la temporada de 2018 se muestran a continuación de esta lista.
| - Ela - Halola - Iune | - Kilo - Loke - Malia | - Niala - Oho - Pali (sin usar) |

Los ciclones tropicales son fenómenos que pueden durar desde unas cuantas horas hasta un par de semanas o más. Por ello, puede haber más de un ciclón tropical al mismo tiempo y en una misma región. Los pronosticadores meteorológicos asignan a cada ciclón tropical un nombre de una lista predeterminada, para identificarlo más fácilmente sin confundirlo con otros. La Organización Meteorológica Mundial (OMM) ha designado centros meteorológicos regionales especializados a efectos de monitorear y nombrar los ciclones.

### Nombres retirados
Debido a que rompió un récord de su intensidad máxima, el 25 de abril de 2016, El nombre Patricia fue retirado de la lista de los nombres del Pacífico Oriental por la Organización Meteorológica Mundial y nunca será usado de nuevo en el Océano Pacífico. Fue reemplazado por Pamela para la temporada de 2021.